# Jacques Demy
Jacques Demy (* 5. Juni 1931 in Pontchâteau; † 27. Oktober 1990 in Paris) war ein französischer Filmregisseur und Autor. International bekannt machten ihn in den 1960er-Jahren vor allem seine Musicalfilme Die Regenschirme von Cherbourg und Die Mädchen von Rochefort.

## Leben und Werk
Im Verlaufe der 1950er-Jahre inszenierte Demy erste Kurzfilme und assistierte gleichzeitig bei den Filmemachern Paul Grimault und Georges Rouquier. Im Jahr 1961 machte er mit Lola, das Mädchen aus dem Hafen sein Spielfilmdebüt; bereits in diesem Film stehen auch später zentrale Themen wie die Musik, die Liebe und die verschlungenen Lebenswege seiner Protagonisten im Vordergrund. Sein größter Erfolg war der 1964 veröffentlichte Film Die Regenschirme von Cherbourg, der für die Hauptdarstellerin Catherine Deneuve den internationalen Durchbruch bedeutete und bei den Filmfestspielen von Cannes mit dem Grand Prix ausgezeichnet wurde.
Auf Die Regenschirme von Cherbourg folgt 1967 ein weiteres Filmkunstwerk, zu dem erneut Michel Legrand die Musik komponierte, der Jazz-Musikfilm Die Mädchen von Rochefort, in dem erneut Catherine Deneuve spielte, diesmal mit ihrer damals berühmteren Schwester Françoise Dorléac, die noch vor der Premiere bei einem Autounfall starb. Neben den beiden Schwestern agierten unter anderem Jacques Perrin, Michel Piccoli, Danielle Darrieux und die Amerikaner George Chakiris, Grover Dale und Gene Kelly. Bis auf Darrieux wurden alle Schauspieler beim Gesang synchronisiert. Anschließend inszenierte Demy mit Das Fotomodell einen Liebesfilm in Hollywood, in dem er die Figur der Lola aus seinem ersten Spielfilm wieder auftreten ließ. Der Film war allerdings eher erfolglos und Demy kehrte anschließend nach Frankreich zurück.
Nach seiner Rückkehrt drehte Demy im Jahr 1970 Eselshaut, erneut mit Perrin und Deneuve als Darstellern sowie Kompositionen von Legrand. Mit über zwei Millionen verkauften Kinotickets war es einer von Demys größten finanziellen Erfolgen. Mit seinen späteren Filmen konnte Demy allerdings meistens nicht mehr an den Erfolg seiner früheren Filme anknüpfen, offenbar auch da sie nicht mehr richtig den jeweiligen Zeitgeist erreichten. Eine weitere Märchenadaption über den Rattenfänger von Hameln drehte er 1972 in Großbritannien mit dem Musiker Donovan in der Titelrolle, doch diese erfuhr wenig Resonanz. Ein Jahr später drehte er die Komödie Hilfe, mein Mann ist schwanger mit Deneuve und ihrem damaligen Lebensgefährten Marcello Mastroianni. Erst 1978 inszenierte Demy wieder einen Kinofilm, das Historiendrama Lady Oscar über eine Frau, die während der Französischen Revolution zur Militärkommandantin wird. 1982 drehte er mit Dominique Sanda, Danielle Darrieux und Michel Piccoli den ambitionierten Ein Zimmer in der Stadt, der Elemente des Musicalfilms mit denen einer Tragödie verband und gleichzeitig gesellschaftskritisch zu sein versucht. Der Film fand den Zuspruch vieler Kritiker und wurde für neun Césars nominiert, wurde aber von den Zuschauern weitgehend ignoriert. In den Jahren vor seinem Tod drehte er noch drei eher essayistisch wirkende Filme; ein größeres Spielfilmprojekt verwirklichte er aber nicht mehr.

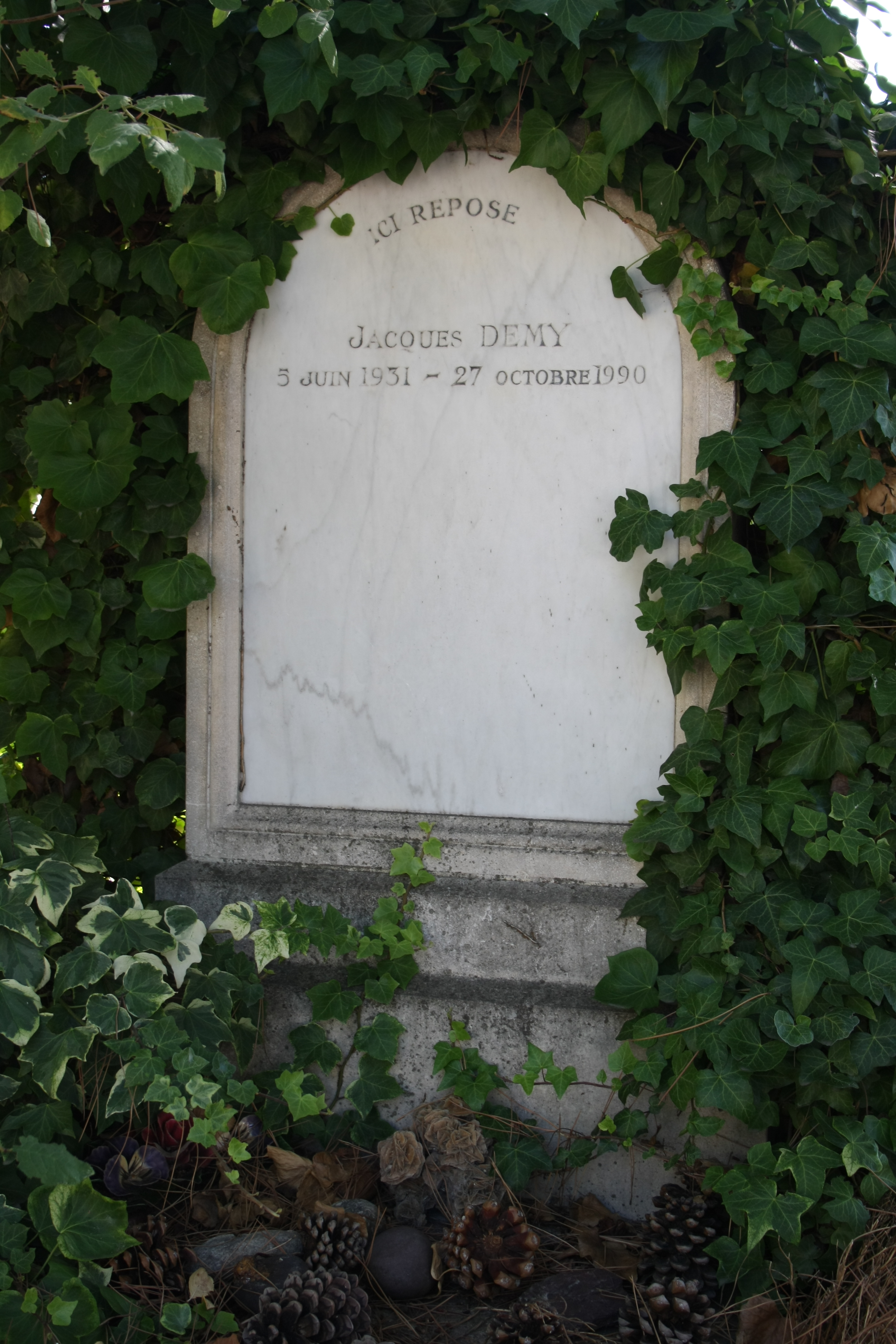
Jacques Demys Grab auf dem Pariser Friedhof Montparnasse

Jacques Demy war von 1962 bis zu seinem Tod mit der Regisseurin Agnès Varda verheiratet und ist der leibliche Vater von Mathieu Demy und der Adoptiv-Vater von Rosalie Varda. Der bisexuelle Filmemacher starb im Oktober 1990 im Alter von 59 Jahren an AIDS; seine Todesursache wurde erst Jahre später bekannt gegeben.

## Themen und Rezeption
Das 1978 herausgegebene Filmlexikon Rororo schrieb über ihn: „Demys schamlose Bevorzugung fröhlicher Nostalgie steht im Gegensatz zu den Überzeugungen seiner Zeitgenossen, deren Werk viel politischer ist, aber er teilt mit ihnen die kenntnisreiche Liebe zum Kino, die in seinem Werk in Zitaten ihren Niederschlag findet ..., und seine Beherrschung der Filmtechnik ist vollkommen.“ Andere Kritiker merkten an, dass Demys Filme zwar voller Lebensfreude, Farben und Schönheit wären, aber negative Emotionen wie unerfüllte Hoffnungen und Lieben sowie die Resignation stets unter der sonnigen Oberfläche brodeln und den Zuschauer auch erreichen würden. Eine gewisse politische Dimension ist zudem durchaus erkennbar, so spielt Die Regenschirme von Cherbourg vor dem Hintergrund des Algerienkrieges und vor allem Une chambre en ville (1982) handelt eine Tragödie während eines Arbeiterstreiks in Nantes während der 1950er-Jahre ab.
Nachdem Demys Reputation in den 1970er- und 1980er-Jahren zeitweise gesunken war, erfreuen sich seine Filme heute wieder größerer Anerkennung. Das liegt nicht zuletzt an dem Engagement von Agnès Varda, die Restaurierungen seiner Filme vorantrieb und basierend auf seinen Tagebüchern das Dokudrama Jacquot de Nantes über ihn drehte. Der Regisseur Damien Chazelle war bei seinem erfolgreichen Musicalfilm La La Land (2016) sehr von Demy beeinflusst.

## Filmografie
R = Regie, B = Drehbuch, D = Darsteller, P = Produktion
Kurzfilme
- 1951: Les horizons morts
- 1956: Der Holzschuhmacher vom Loire-Tal (Le sabotier du Val de Loire)
- 1958: Le Bel Indifférent (nach dem gleichnamigen, für Edith Piaf geschriebenen Einakter von Jean Cocteau)
- 1958: Musée Grévin
- 1959: La mère et l’enfant
- 1960: Ars
- 1962: Die Wollust (La Luxure)

Spielfilme
- 1961: Lola, das Mädchen aus dem Hafen (Lola) – (R, B)
- 1961: Die sieben Todsünden (Les sept péchés capitaux) – (R, B der Episode Die Wollust in dem Episodenfilm)
- 1962: Die blonde Sünderin (La baie des anges) – (R, B)
- 1964: Die Regenschirme von Cherbourg (Les parapluies de Cherbourg) – (R, B)
- 1967: Die Mädchen von Rochefort (Les demoiselles de Rochefort) – (R, B)
- 1969: Das Fotomodell (Model Shop) – (R, B, P)
- 1970: Eselshaut (Peau d’âne) – (R, B)
- 1972: Der Rattenfänger von Hameln (The Pied Piper) – (B, R)
- 1973: Die Umstandshose (L’événement le plus important depuis l’homme a marché sur la lune) – (R, B)
- 1978: Lady Oscar – (R)
- 1980: La naissance du jour (Fernsehfilm) – (R, B)
- 1982: Ein Zimmer in der Stadt (Une chambre en ville) – (R, B)
- 1985: Parking – (R, B) (eine Hommage an Jean Cocteau und dessen Film Orpheus, wobei die Handlung in das Rockmusikgeschäft der 1980er verlegt ist)
- 1988: La table tournante – (R, B gemeinsam mit Paul Grimault)
- 1988: Trois places pour le 26 – (R, B) (pseudodokumentarisches Filmmusical; Hommage an den Schauspieler und Chansonnier Yves Montand, der sich selbst spielt)
- 1991: Jacquot (Jacquot de Nantes) – Regie: Agnès Varda – (D; seine Autobiografie diente als Vorlage für das Drehbuch)